# Knisa mosse
Knisa mosse este o arie protejată (arie specială de conservare — SAC, sit de importanță comunitară — SCI, arie de protecție specială avifaunistică — SPA) din Suedia întinsă pe o suprafață de 139,1 ha, integral pe uscat.

## Localizare
Centrul sitului Knisa mosse este situat la coordonatele 57°03′04″N 16°50′35″E / 57.0511°N 16.8431°E.

## Înființare
Situl Knisa mosse a fost declarat sit de importanță comunitară în decembrie 1995 pentru a proteja 2 specii de plante și 6 specii de animale. Alte tipuri de protecție:
- arie de protecție specială avifaunistică (în martie 1996)[2]
- arie specială de conservare (în martie 2011)[1][3][4]

## Biodiversitate
Situată în ecoregiunile boreală și marină baltică, aria protejată conține 7 habitate naturale: Pajiști uscate seminaturale și facies de acoperire cu tufișuri pe substraturi calcaroase (Festuco-Brometalia) (* situri importante pentru orhidee), Ape puternic oligomezotrofe cu vegetație bentonică cu Chara spp., Pajiști cu Molinia pe soluri calcaroase, turboase sau argilos-nămoloase (Molinion caeruleae), Alvar nordic și șisturi calcaroase precambriene, Mlaștini calcaroase cu Cladium mariscus și specii de Caricion davallianae, Mlaștini alcaline, Vegetație perenă pe țărmurile stâncoase.
La baza desemnării sitului se află mai multe specii protejate:
- plante (2): Senecio jacobaea subsp. gotlandicus, Sisymbrium supinum
- păsări (6): chirighiță neagră (Chlidonias niger), erete de stuf (Circus aeruginosus), sfrâncioc roșiatic (Lanius collurio), corcodel-urechiat (Podiceps auritus), Sterna paradisaea, silvie porumbacă (Sylvia nisoria)